# Tanyptera (Tanyptera) parva
Tanyptera (Tanyptera) parva is een tweevleugelige uit de familie langpootmuggen (Tipulidae). De soort komt voor in het Palearctisch gebied.